# Patrizia Viotti
Patrizia Viotti (née à Rome le 25 juin 1950 et morte dans la même ville le 24 août 1994) est une mannequin et actrice de cinéma italienne.

## Biographie
Patrizia Viotti se fait d'abord remarquer en 1969 par sa relation avec le chanteur Mal Ryder, qu'elle rencontre au Piper Club de Rome. À partir de 1971, elle a joué dans plusieurs films à thème érotique. Cependant, sa toxicomanie la conduit à mettre fin à sa carrière cinématographique en 1974 la menant à deux brefs séjours en prison.

## Filmographie partielle
- 1971 : Erika de Filippo Walter Ratti
- 1971 : Les Nuits sexuelles (La notte dei dannati) de Filippo Walter Ratti
- 1972 : À la recherche du plaisir (Alla ricerca del piacere) de Silvio Amadio
- 1972 : Canterbury proibito de Italo Alfaro
- 1972 : La mort tombe doucement (La morte scende leggera) de Leopoldo Savona
- 1972 : Le Couvent en chaleur (it) (Beffe, licenzie et amori del Decamerone segreto) de Giuseppe Vari
- 1974 : Charlys Nichten de Walter Boos